# Darvinson Rojas
Darvinson Rojas Sánchez (Caracas, Venezuela, 2 de julio de 1994) es un periodista venezolano, que se ha dedicado a la cobertura de sucesos en su país natal. Ha trabajado para el proyecto de datos sobre violencia, Monitor de Víctimas, y ha cubierto información relacionada con elecciones venezolanas y la pandemia de coronavirus de 2020 en Venezuela.

## Carrera periodística
En el año 2011 inició labores en las fuentes de política y comunidad, con trabajos publicados en diversos medios de comunicación digitales del país. Ese mismo año comenzó a estudiar Comunicación Social en la sede principal de la Universidad Santa María, en el sector La Florencia del municipio Sucre del estado Miranda. De esa casa de estudios egresó en noviembre de 2017 como Licenciado en Comunicación Social, mención Comunicación Audiovisual.
En mayo de 2014 de ese mismo año comenzó su carrera como reportero de sucesos, fuente en la que está especializado de manera independiente y ha desempeñado para diversos medios de comunicación, entre ellos: Notihoy, Veinticuatro7, circuito radial FM Center, diario 2001, El Pitazo y Contexto Diario.
Ha estado presente en la cobertura periodística de varios procesos electorales como las elecciones primarias de la Mesa de la Unidad Democrática de 2012, las presidenciales de 2012, las presidenciales de 2013, las municipales de 2013 y las parlamentarias de 2015, en esta última como parte del staff de reporteros en el operativo del Circuito Digital Kys. Desde 2014 ha realizado reportes audiovisuales que han sido publicados en su canal en YouTube, entre ellos, de las protestas registradas en la ciudad de Caracas en contra el Gobierno encabezado por Nicolás Maduro, en distintas calles, avenidas y autopistas de los municipios Baruta, Chacao y Libertador.
Desde mayo de 2017 hasta enero de 2021 fue colaborador de Monitor de Víctimas, proyecto impulsado por Caracas Mi Convive y la plataforma digital Runrun.es, que combina participación ciudadana con periodismo de datos e investigación. A través de la recolección de información sobre los homicidios que ocurren en Caracas, se busca caracterizar los hechos e identificar patrones que contribuyan con el diseño de políticas públicas orientadas a reducir la violencia.

## Detención
En la noche del 21 de marzo de 2020, a las 8:32 p. m. (HLV), Darvinson denunció a través de redes sociales que funcionarios de las Fuerzas de Acciones Especiales (FAES) llegaron a su casa en Caracas, para «pedirle colaboración» y solicitar que los acompañara a su comando, asegurando que recibieron una llamada anónima que reportaba un caso de coronavirus COVID-19, recibiendo amenazas paa que se abriera la puerta. Durante al menos 30 minutos, los funcionarios insistieron en que Rojas debía ir con ellos. A las 9:04 p. m. los agentes empezaron a golpear la puerta de la vivienda, y a las 9:10 p. m. se perdió comunicación con Rojas, quien denunció que los agentes estaban intentando derribar la puerta, se negaban a mostrar una orden judicial de allanamiento, y que afirmaron que lo buscaban por haber publicado unos tuits.
Darvinson fue arrestado por funcionarios de la Policía Nacional Bolivariana (PNB) y alrededor de 15 efectivos armados de las FAES, adicionalmente detuvieron a sus padres, se llevaron tanto sus computadoras y como teléfonos celulares. Los padres de Darvinson fueron liberados esa misma noche.
El 3 de abril fue presentado ante un tribunal en el Palacio de Justicia y el Ministerio Público le imputó los delitos de "instigación al odio" e "instigación pública". El Sindicato Nacional de Trabajadores de la Prensa (SNTP) denunció que la detención tendría relación con recientes publicaciones de Rojas sobre el comportamiento de la COVID-19 en Venezuela. Además del SNTP, la detención fue denunciada por otras instancias, incluyendo al director para las Américas de Human Rights Watch, José Miguel Vivanco, y la directora para las Américas de Amnistía Internacional, Érika Guevara-Rosas, quien agregó que Darvinson le había dado cobertura a la pandemia en Venezuela y que había reportado la existencia de casos sobre los que el gobierno nacional no había informado.
Amnistía Internacional consideró que estos cargos son de motivación política, y un intento de silenciar la información de Darvinson Rojas sobre la pandemia en Venezuela. La organización pidió que se archive la causa en su contra.
En horas de la noche del 2 de abril de 2020, el periodista fue puesto en libertad y al llegar a su casa grabó un video, donde para agradecer a todos los que se preocuparon por su situación y afirmó que no existen limitaciones para continuar con su trabajo, por lo que ratificó su compromiso con la información.

## Premios y reconocimientos
Condecorado con la orden "Oscar Yanes" en su segunda clase por el Concejo Municipal de Chacao y reconocido por la Alcaldía de El Hatillo por su labor periodística, en julio de 2017.
En 2020, Deutsche Welle otorgó el Premio a la Libertad de Expresión a 17 periodistas de 14 países. Entre los galardonados del año, y el único latinoamericano, figuró el periodista venezolano Darvinson Rojas por su trabajo investigativo sobre el desarrollo de la pandemia del coronavirus en su país.
La organización Reporteros Sin Fronteras lo incluyó en la lista de 30 "Héroes de la información" en tiempos del coronavirus, donde destacan periodistas, denunciantes y medios de comunicación cuyo coraje, perseverancia o capacidad para innovar han ayudado a difundir información fidedigna y vital durante la pandemia de la COVID-19.